# Disposición a pagar
La disposición a pagar (DAP) es un concepto utilizado en la microeconomía para referirse al precio máximo al cual o por debajo del cual un consumidor está dispuesto a pagar para adquirir y consumir un determinado producto. Esto corresponde a la visión económica estándar de un precio de reserva para el consumidor. Algunos investigadores, sin embargo, conceptualizan la DAP como un rango.
La diferencia entre el precio realmente pagado y la disposición a pagar forma el excedente del consumidor.
La disposición a pagar está determinada por dos variables principales: el precio de referencia, que es el precio de los productos sustituibles, y el valor de diferenciación, es decir, el valor agregado que tiene para un consumidor obtener un bien en lugar de otro porque le parece diferente.
Los métodos para calcular la disposición a pagar son múltiples pero se pueden agrupar en dos enfoques: directo e indirecto. El enfoque directo consiste en pedir directamente a una muestra de consumidores que expliquen sus preferencias y el precio que están dispuestos a pagar por estos bienes. Esto generalmente implica el uso de cuestionarios. El enfoque indirecto consiste en calcular a partir de las elecciones de los consumidores entre diferentes productos alternativos y una no elección, es decir, no comprar el producto.